# Habesha
De Habesha (Ge'ez: ሐበሠተ; Amhaars: ሀበሻ; Tigrinya: ሓበሻ) of Abessijnen is een etnische of pan-etnische identificatie die historisch is gebruikt om te verwijzen naar Semitisch-sprekende en overwegend orthodox-christelijke volkeren in de hooglanden van Ethiopië en Eritrea tussen Asmara en Addis Abeba, dat wil zeggen de hedendaagse Amharen en Tigrinya. 

## Etymologie
De oudste verwijzing naar de Habesha was in Oud-Zuid-Arabische inscripties uit de tweede of derde eeuw als Ḥbśt of Ḥbštm, waarin over de nederlaag van de nəgus ("koning") van Ḥbśt werd verteld. De term lijkt te verwijzen naar een groep volkeren, in plaats van naar een specifieke etniciteit. Een andere Oud-Zuid-Arabische inscriptie beschrijft een alliantie tussen Shamir Yuhahmid van Himyar en koning `Adhebah van Ḥbśt in het eerste kwart van de derde eeuw. De Oud-Zuid-Arabisch-deskundige Eduard Glaser beweerde echter dat het Egyptische hiëroglifische ḫbstjw, gebruikt in verwijzing naar "een buitenlands volk uit de wierookproducerende regio's" (dat wil zeggen Poent) door farao Hatsjepsoet in 1450 v.Chr., het eerste gebruik van de term was, of er op de een of andere manier mee verbonden was. Ook Francis Breyer geloofde dat het Egyptische demoniem de bron is van de Semitische term. 
De eerste getuigenis van het laat-Latijnse Abissensis stamt uit de 5e eeuw na Christus. De 6e-eeuwse auteur Stephanus van Byzantium gebruikte later de term "Αβασηγοί" (Abasēnoi) om te verwijzen naar "een Arabisch volk dat samen met de Haḍramieten naast de Sabaeërs leefde." De regio van de Abasēnoi produceerde mirre, wierook en katoen en ze cultiveerden een plant die een paarse kleurstof opleverde (waarschijnlijk wars, dwz Fleminga grahamiana). Het lag op een route die van Zabīd op de kustvlakte naar de Himyarse hoofdstad Ẓafār leidde. Traditionele wetenschappers gingen ervan uit dat de Habesha een stam waren uit het hedendaagse Jemen die naar Ethiopië en Eritrea migreerden. De Oud-Zuid-Arabische inscripties gebruiken de term ḥbšt echter alleen om te verwijzen naar het koninkrijk Aksum en haar inwoners, vooral tijdens de 3e eeuw, toen de ḥbšt (Aksumieten) vaak in oorlog waren met de Sabaeërs en Himyarieten. 

## Oorsprong

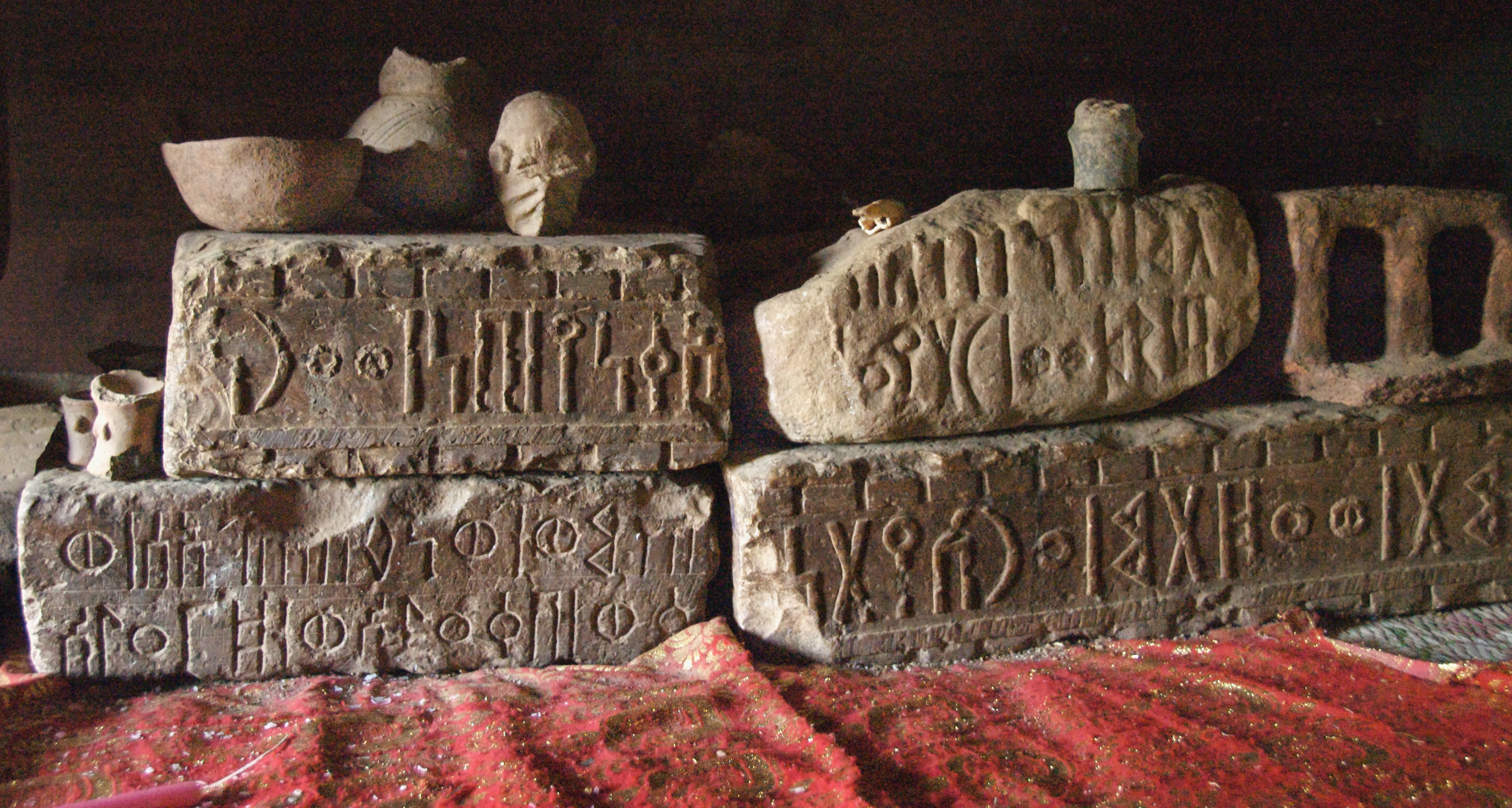
stenen platen met Oud-Zuid-Arabische inscripties gevonden in Yeha, Ethiopië

Europese geleerden stelden dat de oude gemeenschappen die zich ontwikkelden tot de moderne Ethiopische staat werden gevormd door een migratie rond 1000 v.Chr. over de Rode Zee van Zuid-Arabische stammen, waaronder een die de Habashat werd genoemd, die trouwden met de plaatselijke niet-Semitisch sprekende volkeren. Dit werd voor het eerst voorgesteld door de Duitse oriëntalist Hiob Ludolf en nieuw leven ingeblazen door de Italiaanse geleerde Conti Rossini in het begin van de 20e eeuw. Volgens deze theorie brachten de immigranten Zuid-Arabische letters en taal met zich mee, die geleidelijk evolueerden naar de Ge'ez-taal en schrift. Taalkundigen stelden echter vast dat, hoewel het schrift is ontwikkeld op basis van het Oud-Zuid-Arabisch schrift (waarvan de oudste inscripties in Jemen zijn gevonden), Ge'ez afstamt van een andere tak van het Semitisch, de Ethiosemitische talen. Zuid-Arabische inscripties vermelden geen enkele migratie naar de westkust van de Rode Zee, noch van een stam genaamd "Habashat". Alle vormen van gebruik van de term dateren uit de 3e eeuw na Christus en later, toen ze verwezen naar de mensen van het koninkrijk Aksum. 
Recente taalkundige studies naar de oorsprong van de Ethiosemitische talen lijken de DNA-bevindingen van immigratie van het Arabische schiereiland te ondersteunen, waarbij blijkt dat de hedendaagse Ethiosemitische talen van Afrika een enkele introductie van vroege Ethiosemitische talen uit Zuid-Arabië ongeveer 2800 jaar geleden weerspiegelen, en dat deze enkelvoudige introductie vervolgens binnen Ethiopië en Eritrea een snelle diversificatie onderging. 
Er is ook bewijs van oude Zuid-Arabische gemeenschappen in het hedendaagse Ethiopië en Eritrea op bepaalde plaatsen, zoals blijkt uit enkele archeologische artefacten en inscripties in het Oud-Zuid-Arabische alfabet. Stuart Munro-Hay wijst echter op het bestaan van een ouder koninkrijk Da’amot, voorafgaand aan enige Zuid-Arabische migratie c. 4e of 5e eeuw v.Chr., evenals bewijs dat Zuid-Arabische immigranten ten tijde van de inscripties al iets meer dan een paar decennia in Ethiopië hadden gewoond. Zowel de inheemse talen van Zuid-Arabië als de Amhaarse en Tigrinya-talen van Ethiopië behoren tot de grote tak van Zuid-Semitische talen die op hun beurt deel uitmaakt van de Afro-Aziatische taalfamilie, ook al zijn de ethiosemitische talen geclassificeerd onder de Zuid-Semitische talentak met een Koesjitisch taalsubstraat.